# Allorhogas shawi
Allorhogas shawi är en stekelart som beskrevs av Marsh 2002. Allorhogas shawi ingår i släktet Allorhogas och familjen bracksteklar. Inga underarter finns listade i Catalogue of Life.